# Atracis servis
Atracis servis är en insektsart som beskrevs av Medler 1999. Atracis servis ingår i släktet Atracis och familjen Flatidae. Inga underarter finns listade i Catalogue of Life.